# Bréviandes
Bréviandes ist eine französische Gemeinde mit 3.091 Einwohnern (Stand: 1. Januar 2022) im Département Aube in der Region Grand Est. Sie gehört zum Arrondissement Troyes und zum Kanton Vendeuvre-sur-Barse. Die Einwohner werden Bréviandois genannt.

## Geografie
Bréviandes ist eine Banlieue (Vorstadt) im Süden von Troyes an der Seine, in die hier der Hozain mündet. Das Gemeindegebiet wird auch vom Bach Hurande durchquert, die nordwestliche Gemeindegrenze bildet der Triffoire. Umgeben wird Bréviandes von den Nachbargemeinden Saint-Julien-les-Villas im Norden und Nordosten, Rouilly-Saint-Loup im Osten, Verrières im Südosten, Buchères im Süden, Saint-Léger-près-Troyes im Westen und Südwesten sowie Rosières-près-Troyes im Nordwesten.

## Bevölkerungsentwicklung
| 1962 | 1968 | 1975 | 1982 | 1990 | 1999 | 2006 | 2012 |
| ---- | ---- | ---- | ---- | ---- | ---- | ---- | ---- |
| 925  | 1095 | 1501 | 1683 | 1687 | 1926 | 2137 | 2416 |

## Sehenswürdigkeiten
- Schloss Bréviandes